# Федорина, Ольга Павловна
Ольга Павловна Федорина (8 ноября 1921, с. Ильинка — 18 марта 2017, Симферополь) — советская актриса театра и кино.

## Биография
Родилась в 1921 году в селе Ильинка Ленинского района Казахской ССР. Русская.
Весной 1940 года окончила 10-й класс в 1-й средней школе города Кемерово.
Осенью 1940 года приехала в Ленинград и поступила в Первый Ленинградский медицинский институт.
Бродя по Ленинграду, наткнулась на объявление о приглашении киностудией «Ленфильм» девушек для массовых съёмок, так попала на эпизодическую роль санинструктора «Чижика» в фильме «Фронтовые подруги», вышедшего на экран в мае 1941 года.
После начала 22 июня Великой Отечественной войны начались съёмки агитационного короткометражного фильма «Подруги, на фронт!» — своеобразного спин-оффа фильма «Фронтовые подруги», в котором снова сыграла «Чижика», но уже в главной роли — по сюжету бывшая дружинница записывается на курсы медсестёр, призывая девушек последовать её примеру.
Фильм вышел на экраны 14 июля, но она сама уже была на фронте — фактически реализуя свою роль в реальности добровольцем записалась санинструктором в 3-ю дивизию народного ополчения формируемую из жителей Петроградского района города Ленинграда, позже ставшей 44-й стрелковой дивизией — старший лейтенант, операционная медсестра в хирургическом отделения 78-го отдельного медсанбата. На фронте в ней, медицинской сестре, раненые бойцы не раз узнавали героиню фильма…

С первых дней Отечественной войны героиня фильма Ольга Федорина, которую называли Чижиком, — в действующих частях Красной Армии. В одном из наших медсанбатов раненые бойцы и командиры увидели ее возле себя не на экране, а живую и такую же мужественную и заботливую, энергичную и весёлую, какой помнили её по фильму…

тов. Федорина с первых дней отечественной войны добровольцем в рядах действующей армии. Будучи хирургической сестрой в самых сложных условиях перевязывала раненных и не жалея сил заботливо ухаживала за ними, сохранив не одному бойцу и командиру жизнь.— из наградного листа на медаль «За боевые заслуги», 5 ноября 1942 года
В 1951 году  окончила Одесское театральное училище, вышла замуж за сокурсника Владимира Кондратьева (1925—2023). В 1963 году семья переехала жить в Симферополь.
С 1963 года — актриса Крымского академического русского драматического театра им. М. Горького.
Умерла в 2017 году в Симферополе.

## Фильмография
- 1941 — Фронтовые подруги — «Чижик», дружинница
- 1941 — Подруги, на фронт! (к/м) — Лёля Федорина, «Чижик»
- 1989 — Авария — дочь мента — врач «Скорой помощи»
- 1990 — Дураки умирают по пятницам — бабка

## Награды
- Орден Отечественной войны I степени (1985)
- Медали «За боевые заслуги» (1942), «За оборону Ленинграда» (1943), «За победу над Германией» (1945).